# متروی تاشکند
متروی تاشکند (به ازبکی: Toshkent Metropoliteni) سیستم قطار شهری زیرزمینی در شهر تاشکند، پایتخت ازبکستان است.
این مترو که در سال ۱۹۷۷ تأسیس شده، دارای ۴ خط، ۴۸ ایستگاه و ۶۴/۲ کیلومتر طول است.

## خط‌ها
| #      | نام               | تأسیس  | طول          | ایستگاه |
| ------ | ----------------- | ------ | ------------ | ------- |
| ۱      | خط چیلانزار       | ۱۹۷۷   | ۱۵/۵ کیلومتر | ۱۲      |
| ۲      | خط ازبکستان       | ۱۹۸۴   | ۱۴/۳ کیلومتر | ۱۱      |
| ۳      | خط یونس‌آباد       | ۲۰۰۱   | ۶/۴ کیلومتر  | ۶       |
| ‎4      | خط کمربندی (حلقه) | ۲۰۲۰   | ۱۸ کیلومتر   | ۰۱۲     |
| مجموع: | مجموع:            | مجموع: | ۶۴/۲ کیلومتر | ۴۸      |

## نگارخانه

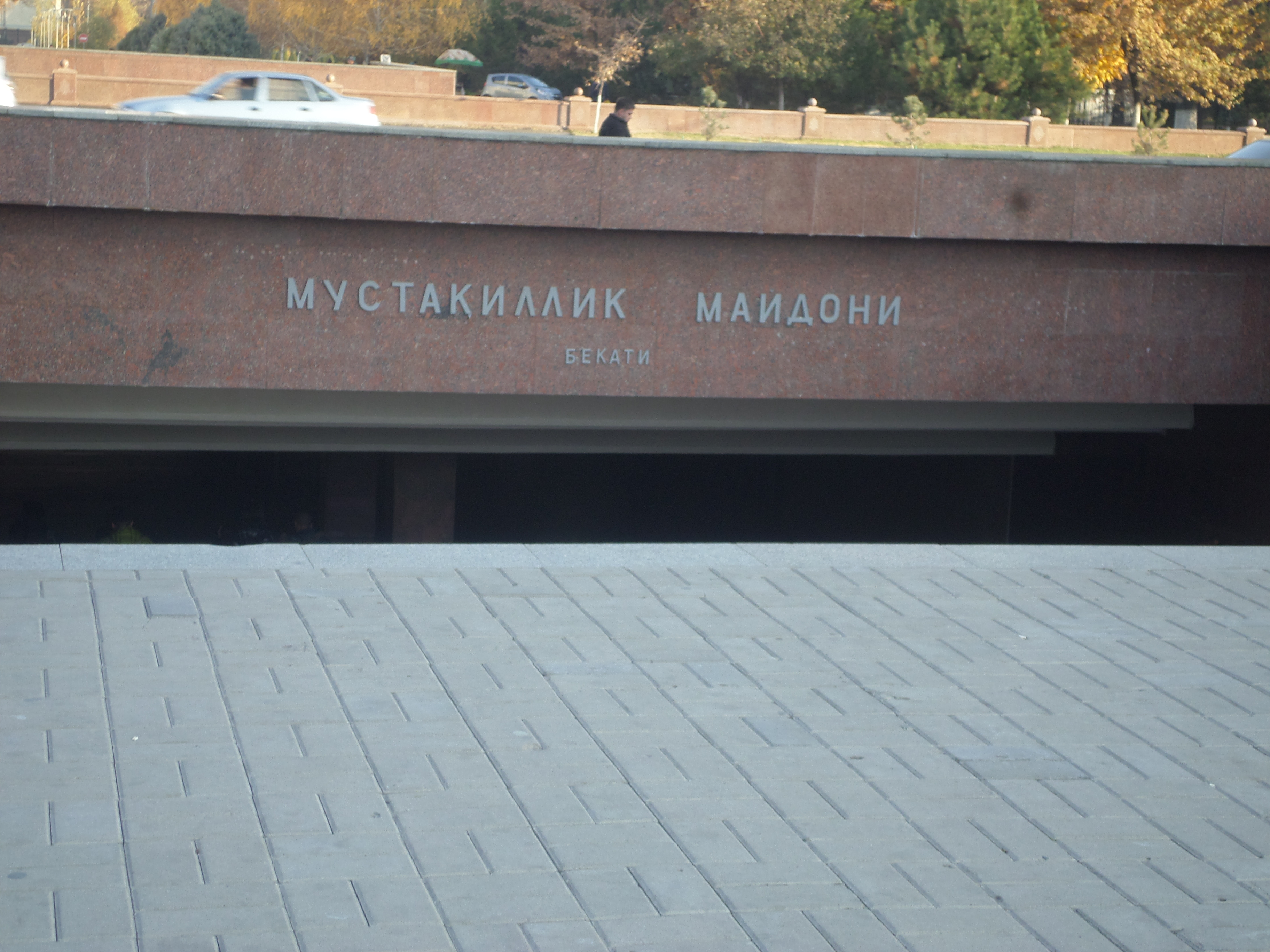
ایستگاه ورودی مستقلیک میدونی
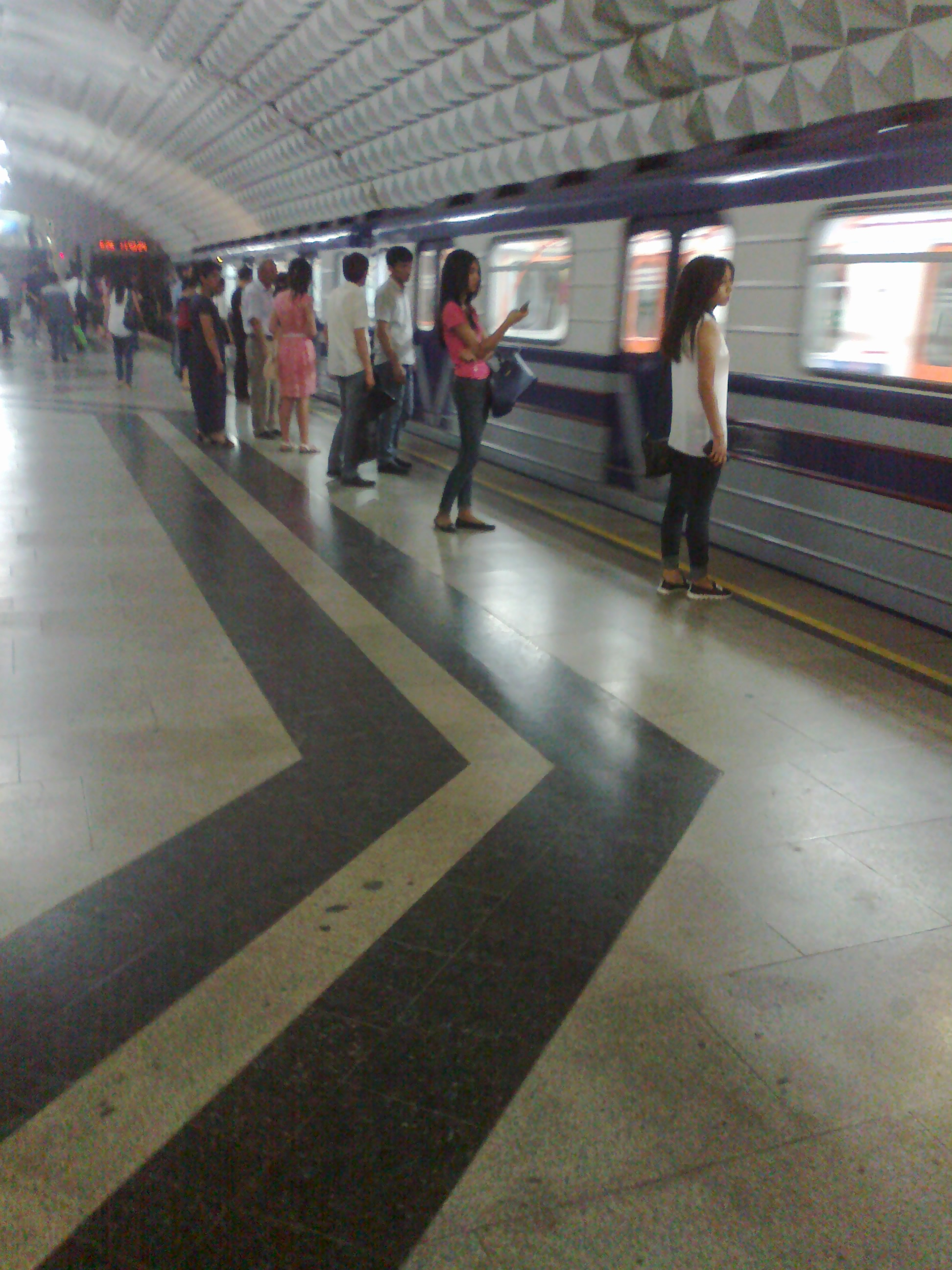
ایستگاه مترو برونی
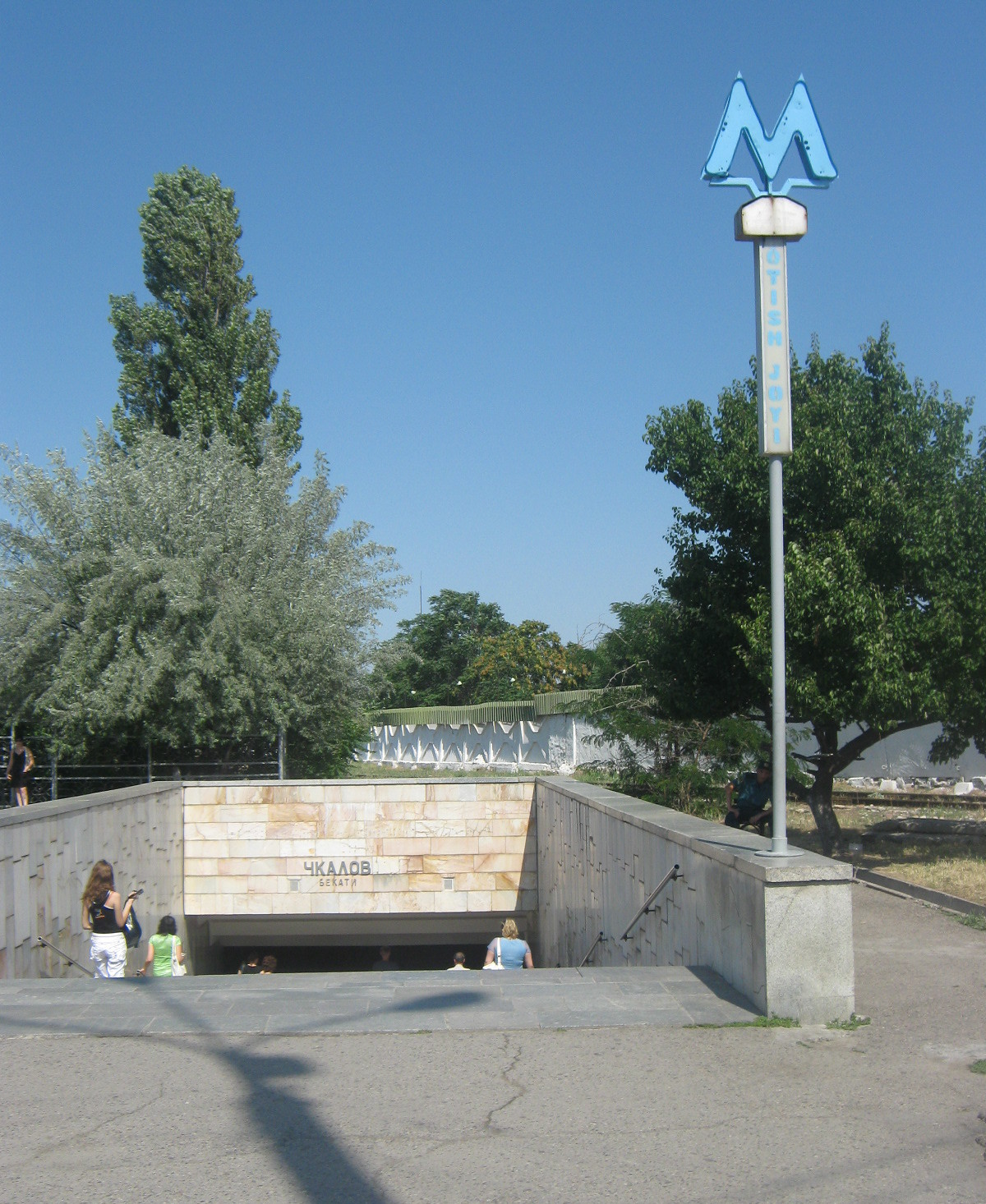
مترو چکالوسکایا
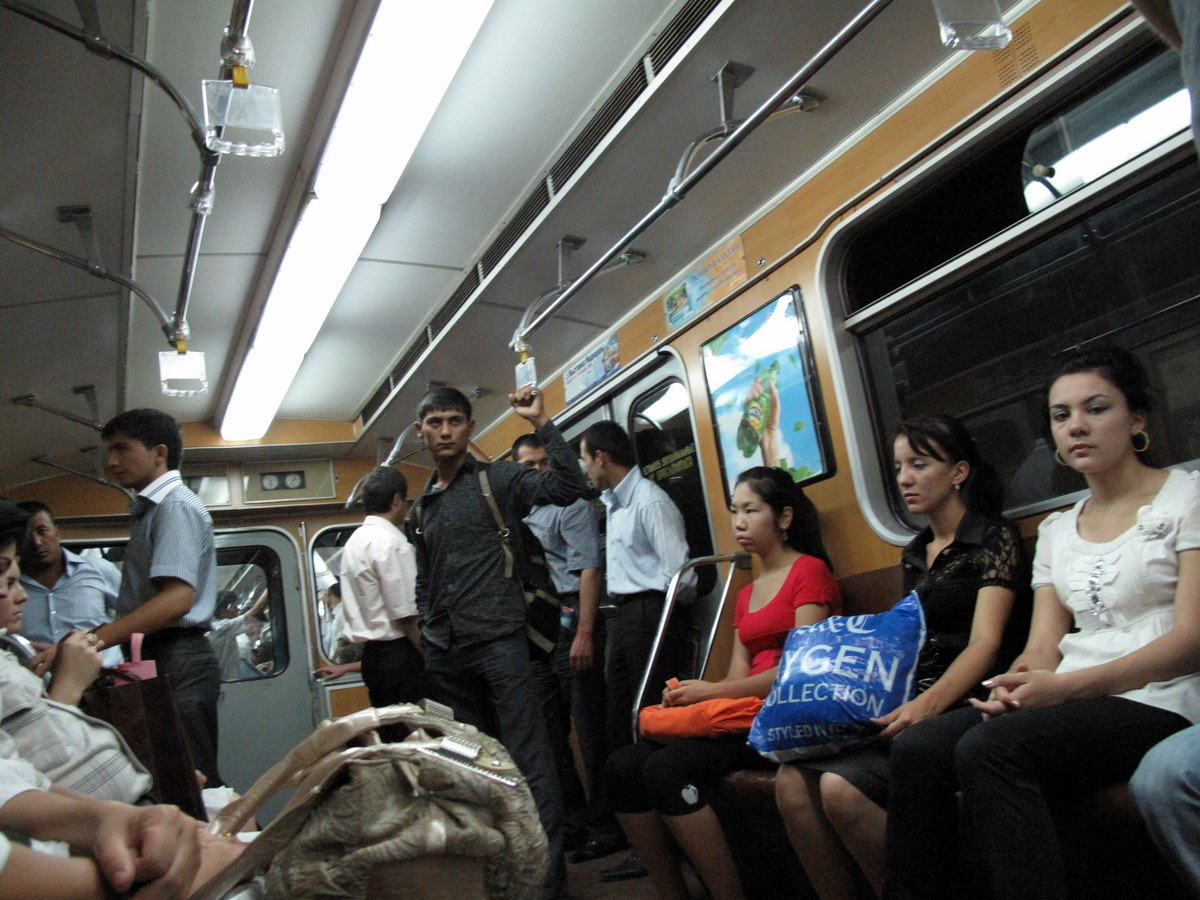
مترو تاشکند
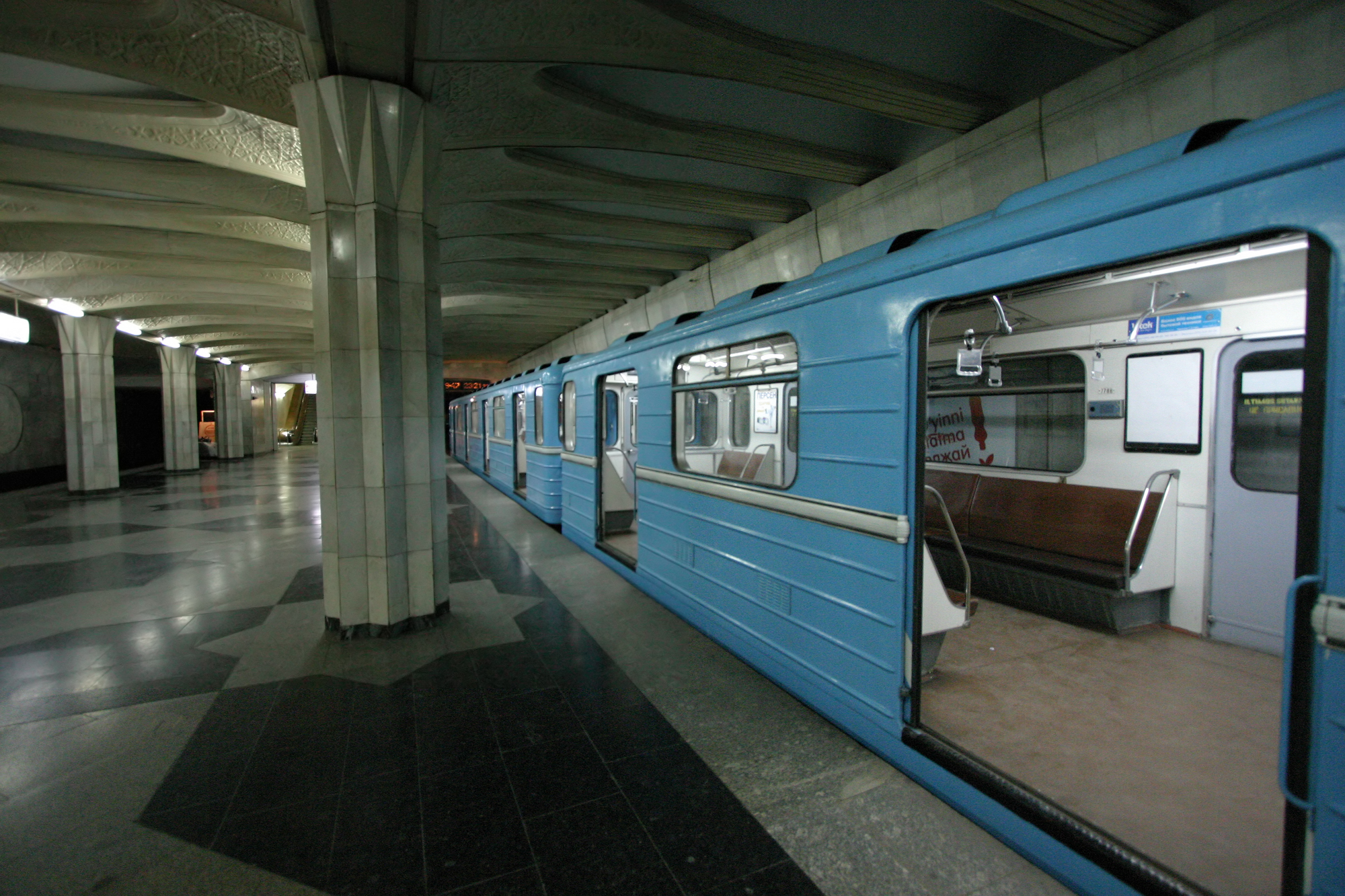
متروی تاشکند دروشبانارود